# David Robinson (basket-ball, 1969)
Ne doit pas être confondu avec David Robinson, joueur de basket-ball né en 1965.
Pour les articles homonymes, voir David Robinson et Robinson.
David Robinson, né le 4 mars 1969 à Albuquerque (États-Unis), est un joueur de basket-ball professionnel américain naturalisé allemand. Il mesure 2,06 m.

## Université
- 1987 - 1992 :  University of Missouri (NCAA 1)

## Clubs
- 1992 - 1994 :  Miami Tropics (USBL) puis  Mississippi Coast (CBA) puis  Mecaribo (1er division)
- 1994 - 1995 :  CO Saint-Brieuc (Pro B)
- 1995 - 1996 :  STB Le Havre (Pro B)
- 1996 - 1997 :  Basketball Löwen Brunswick (Basketball-Bundesliga)
- 1997 - 2000 :  Élan chalonnais (Pro A)
- 2000 - 2001 :  Strasbourg IG (Pro A)
- 2001 - 2002 :  Cholet Basket (Pro A)
- 2002 - 2003 : 
  - Octobre-novembre:  Hyères-Toulon VB (Pro A)
  - Novembre-février:  Olympia Larissa (Esake)
  - Mars-mai:  Élan chalonnais (Pro A)
- 2003 - 2004 :  Levallois SC (NM1)